# Kadeem Hardison
Kadeem Hardison (Nova Iorque, 24 de julho de 1965) é um ator e cineasta norte-americano.